# Кукуш
Кукуш (грч. Κιλκίς, Килкис) је град и седиште истоимене општине и округа, на северу периферије Средишња Македонија, Грчка.

## Положај
Град Кукуш налази се у источном делу Солунског поља, у подножју планине Карадаг (Мавровуни) на надморској висини од 280 м. Град се налази на путу Солун–Софија.

## Историја
На ширем подручју града постоје налази још из време праисторије. Постоје докази и ране старогрчке културе (8. век п. н. е.), који ће касније постати део античке Македоније. Римљани подручје заузимају 148. п. н. е. и остају овде неколико векова. После пада њихове владавине долази до нестабилних времена и честих упада варвара, од којих последњи, Словени, насељавају подручје у 8. веку. Већим делом средњег века подручје владају Византинци.
Подручје Кукуша запоседају Османлије 1430. године и владају подручјем следећих 500 година. У ратовима на почетку 20. века (Балкански ратови) град је био место сукоба интереса Грчке, Османског царства и Бугарске и потпуно је страдао. Тада је град по налогу грчке владе потпуно разрушен од стране војске. Словенско становништво је протерано, већи део се настанио у Бугарској а мањи у граду Струмици. Године 1924. Грци из подручја садашњих Бугарске и Турске насељавају се у граду. По овоме месту се зове Кукушка унија, која је била неуспели покушај римокатоличке цркве да покатоличи македонске Словене.
Током Другог светског рата град је поново страдао у једној од уводних битака на грчком подручју. После запоседања Грчке немачка војска предаје град Бугарима, који заводе строге мере "бугаризације", што је било главни повод за започињање партизанског рата против бугарског окупатора.

### Срби у Кукушу
Српска школа у месту је радила 1898. година са управитељем учитељем Јовићевићем. Свакога дана у њу је ишло 50 ђака, међу којима и неколико "мухамеданске вере".
Управитељ школе био је 1900. године Риста Антоновић. При школи је основан Хор српске православне школе.
У месту је 1902. године поново отворена српска основна школа са 52 ученика, а број се убрзо повећао на њих 65. Зграда се налази на најлепшем месту, а постоји потреба за учитељем и учитељицом. Учитељ Јован Јовићевић је отворио ту школу, али су му претили Бугари, преко комита. Пошто није хтео да је затвори, ранили су га динамитском бомбом. После оздрављења вратио се и наставио рад у школи. Управник школе Јовићевић је 1904. године дао прилог од 10 гроша за школски фонд српске школе у Дојрану.

## Становништво
Према статистици становништва 1903. године у Кукушу је живело 7.000 Словена и 750 Турака, и без других народа. Након Другог балканског рата и протеравања словенског становништва, Кукуш је 1913. године имао 1.500 житеља, досељених гркоманских породица из Струмице и Турака. Године 1924. турско становништво је принудно исељено у Турску а на њихово место су насељене грчке избегличке породице из Турске и Бугарске, тако је на попису из 1928. године Кукуш имао 6.864 становника.
| 1991.  | 2011.  | 2021.  |
| ------ | ------ | ------ |
| 12.139 | 22.740 | 23.182 |

## Познате личности
- Гоце Делчев, македонски и бугарски револуционар и један од вођа ВМОРО
- Димитар Влахов, македонски и југословенски револуционар, политичар и друштвено-политички радник
- Христо Смирненски, бугарски песник и новинар
- Лукас Маврокефалидис, грчки кошаркаш
- Костас Василијадис, грчки кошаркаш